# ガジーゴ
株式会社ガジーゴは東京都葛飾区に本社をおく、ディスカウントチケットの販売や株主優待券・新幹線回数券・航空券・テレホンカード・商品券・ギフト券・切手・収入印紙・ビール券・その他各種チケット・プリペイドカードの取り扱う企業。

## 企業概要
2005年4月に設立。金券ショップの運営を中心に行っており、買取、販売がオンライン上でできる「チケッティ」を有している。また耐洗ラベル等の製造販売等を行うNLC株式会社を子会社に持つ。

## 沿革
- 2005年7月 新小岩にチケッティ1号店オープン
- 2006年1月 金券ショップチケッティオンラインショップオープン
- 2007年2月 錦糸町店オープン
- 2007年11月 新小岩店移転
- 2008年11月 御徒町店オープン
- 2009年2月 北千住店オープン
- 2009年8月 新小岩に本部開設
- 2010年5月 本部現在の場所へ移転
- 2011年5月 亀戸サンストリート店オープン
- 2015年11月 両国店オープン
- 2016年3月 亀戸サンストリート店閉鎖
- 2017年7月 小岩店オープン
- 2018年12月 株式会社昭好を完全子会社化
- 2020年3月 小岩店を新小岩店に統合
- 2020年4月 株式会社昭好をNLC株式会社へ社名変更
- 2020年12月 両国店を錦糸町店委統合
- 2021年6月 お名前シールSTOREオープン
- 2022年4月 新小岩店を錦糸町店に統合
- 2023年11月 株優NOWオープン
- 2024年6月 北千住店を錦糸町店に統合